# (4712) Iwaizumi
(4712) Iwaizumi es un asteroide perteneciente al cinturón de asteroides, descubierto el 25 de agosto de 1989 por Kin Endate y el también astrónomo Kazuro Watanabe desde el Observatorio de Kitami, Hokkaidō, Japón.

## Designación y nombre
Designado provisionalmente como 1989 QE. Fue nombrado Iwaizumi en homenaje a la localidad japonesa Iwaizumi donde nació Kin Endate. Está ubicada en un bosque perfeneciente a la parte oriental de la prefectura de Iwate, siendo famosa por las cuevas Ryusen-Do Cave, una de las tres cuevas de piedra caliza de Japón.

## Características orbitales
Iwaizumi está situado a una distancia media del Sol de 3,147 ua, pudiendo alejarse hasta 3,575 ua y acercarse hasta 2,719 ua. Su excentricidad es 0,135 y la inclinación orbital 12,22 grados. Emplea 2039 días en completar una órbita alrededor del Sol.

## Características físicas
La magnitud absoluta de Iwaizumi es 11,3. Tiene 28,778 km de diámetro y su albedo se estima en 0,095.